# Infinite (album Eminema)
Infinite – debiutancki album amerykańskiego rapera Eminema. Został wydany 12 listopada 1996 roku jako undergroundowy album w postaci kasety magnetofonowej oraz płyty winylowej. 
W maju 2009 został udostępniony w Internecie całkowicie za darmo.

## Lista utworów
| Nr  | Tytuł utworu                                    | Tekst                             | Producent           | Długość |
| --- | ----------------------------------------------- | --------------------------------- | ------------------- | ------- |
| 1.  | „Infinite”                                      | Marshall Mathers · Denaun Porter  | Mr. Porter          | 4:11    |
| 2.  | „W.E.G.O. (Interlude) (Skit)”                   |                                   |                     | 0:26    |
| 3.  | „It's O.K.” (gość. Eye-Kyu)                     | Mathers · Porter · W. Drake       | Mr. Porter          | 3:29    |
| 4.  | „Tonite”                                        | Mathers · Porter                  | Mr. Porter          | 3:45    |
| 5.  | „313” (gość. Eye-Kyu)                           | Mathers · Porter · W. Drake       | Mr. Porter          | 4:11    |
| 6.  | „Maxine” (gość. Mr. Porter & Three)             | Mathers · Porter · W. Strong      | Mr. Porter · Eminem | 3:55    |
| 7.  | „Open Mic” (gość. Thyme)                        | Mathers · Porter · Thyme          | Mr. Porter          | 4:02    |
| 8.  | „Never 2 Far”                                   | Mathers                           | Mr. Porter          | 3:38    |
| 9.  | „Searchin'” (gość. Mr. Porter & Angela Workman) | Mathers · Porter · Angela Workman | Mr. Porter          | 3:45    |
| 10. | „Backstabber”                                   | Mathers · Porter                  | Mr. Porter          | 3:24    |
| 11. | „Jealousy Woes II”                              | Mathers · Porter                  | Mr. Porter · Eminem | 3:19    |
|     |                                                 |                                   |                     | 38:05   |